# 短鬚黑鮡
短鬚黑鮡，為輻鰭魚綱鯰形目鮡科的其中一種，為熱帶魚類，分布於亞洲印度、孟加拉及緬甸淡水、半鹹水流域，本魚頭部與身體銀色，魚鰭除了尾鰭以外末端皆黑色，背鰭硬棘1枚;背鰭軟條6枚，體長可達31公分，棲息在河川下游底層水域，生活習性不明。

## 扩展阅读
維基物種上的相關：短鬚黑鮡